# Festival Saou chante Mozart
Fondé en 1989, le Festival Mozart, historiquement Saoû chante Mozart est le seul festival français consacré à Wolfgang Amadeus Mozart. Il est membre de France Festivals, du Mozarteum de Salzbourg (Autriche) et de l’association européenne Mozart Wege.

## Historique
En 1989, Henry Fuoc, un passionné de Mozart est maire de Saoû, un village de la Drôme. Il décide de fonder un festival consacré exclusivement à ce compositeur. Le festival est ensuite dirigé par David Colon auquel succède à Jacques Labarsouque en 2016. Il est désigné président de l'association Saoû chante Mozart.
En 2024, le Festival Saoû chante Mozart devient le Festival Mozart !   

## Organisation
Le festival est dirigé par l'association Saoû chante Mozart qui regroupe 200 membres et organise régulièrement des voyages musicaux dans le monde.
Philippe Andriot (journaliste musical) et Jacques Henry (auteur de "Mozart, frère maçon") ont été directeurs artistiques. Actuellement ce poste est assuré par Philippe Bernold (flûtiste et chef d’orchestre).
Le financement est pour moitié issu de la billetterie et pour moitié par des partenariats, mécénats et subventions publiques.

## Déroulement
Le festival a lieu maintenant en juin et juillet dans des communes situées dans l’ensemble du département de la Drôme,. Une vingtaine de concerts est organisée par exemple à Montelimar, Valence, Crest, Nyons, Saint-Vallier,.
Il privilégie la convivialité et l’exigence. En 2015, le festival a obtenu le label EFFE (Europe for Festivals, Festivals for Europe) décerné par l'EFA (European Festivals Association) et soutenue par la Commission Européenne. Le label promeut les festivals engagés dans les projets novateurs.
Après avoir été exclusivement consacré à Mozart, le festival s'élargit maintenant à des artistes proches (Bach, Brahms,...).
Ses éditions se déroulent par thème étudiant la vie et les œuvres du compositeur salzbourgeois : voyages en France, en Italie, à Prague ou en  Allemagne, relations avec la Cour de Vienne, Mozart franc-maçon, en famille etc.